# Gerhard Schmidhuber
Gerhard Schmidhuber (9 de abril de 1894 - 11 de febrero de 1945) fue un importante general alemán durante la Segunda Guerra Mundial.

## Biografía
Nacido en Dresde, en el entonces Reino de Sajonia, Schmidhuber se incorporó como voluntario al ejército alemán en la Primera Guerra Mundial, y promocionó a Teniente en 1915. Al finalizar la guerra, abandonó el ejército.
Fue reincoroporado en 1934 como Capitán en el 10.º regimiento de Infantería, y en 1938 Comandante en Jefe del Segundo Batallón del 103.º regimiento de Infantería, con el que participó en la campaña de Polonia, ya en la Segunda Guerra Mundial. Después intervino como comandante en jefe de la 13.ª División Panzer de la Wehrmacht Heer, cuando los alemanes ocuparon Hungría en 1944. Schmidhuber fue comandante supremo de las fuerzas del ejército alemán en ese país. En calidad de tal, tuvo amplias relaciones con el diplomático sueco Raoul Wallenberg, quien salvó a miles de judíos del exterminio durante el Holocausto. Murió durante el asedio soviético en la batalla de Budapest.
Fue homenajeado por el periódico húngaro Népszabadság por haber evitado la liquidación del gueto judío por los nazis cuando se produjo la llegada a Budapest del Ejército Rojo.

## Condecoraciones
- Deutsches Kreuz, Cruz Alemana de oro (28 de febrero de 1944).
- Eisernes Kreuz, Cruz de Hierro, de Primera y Segunda clase.
- Ritterkreuz des Eisernen Kreuzes, Cruz de Caballero de la Cruz de Hierro el 18 de octubre de 1943.
- Ritterkreuz des Eisernen Kreuzes mit Eichenlaub, Cruz de Caballero de la Cruz de Hierro con Hojas de Roble, el 21 de enero de 1945.